# 真理ちゃんとデイト
『真理ちゃんとデイト』（まりちゃんとデイト）は、1972年10月5日から1973年3月29日までTBS系列局で放送されていたTBS製作のバラエティ番組である。正式名称は『ミュージカル・メルヘン 真理ちゃんとデイト』。全26回。放送時間は毎週木曜 19:00 - 19:30 （日本標準時）。

## 概要
当時の人気アイドル・天地真理が司会を務めていた真理ちゃんシリーズの番組第1弾。番組は、毎回天地が5体の人形たちと歌ったり踊ったりトークをしたりする模様を放送。また、当時の人気芸能人たちをゲストに招いていた。

## スタッフ
- 作・構成：鈴木悦夫　清水浩二　田波靖男　太田イサム ほか
- 音楽：宮川泰　高見弘
- アートディレクター：妹尾河童　（10回まで）
- 美術デザイン：高橋幸夫　根本真一　ほか
- タイトルとイラスト：田中全央
- 人形デザイン：石森章太郎
- 人形演出：清水浩二
- 人形制作・操作：人形の家
- 演出：河合義隆　 小沢英機　 福田陽一郎　ほか
- プロデューサー：金原文雄　菊地哲栄　境和夫　工藤英博　渡辺晋
- 企画：渡辺プロダクション　渡辺企画
- 制作協力：東通　(11回からクレジット)
- 制作：映像企画　TBS

## 登場人形
番組には以下の人形たちが登場。これらはすべて石森章太郎（後の石ノ森章太郎）がデザインしたものである。
ニンジン
声：松島みのり(～12回、24回)、増山江威子(22回)
2頭身の小柄な男の子。胸にハートのマークが有る。肌は薄いニンジン色で、黄色い髪の毛をしている。
可動する目パチで 瞼を閉じたり 上目遣いが出来る。両手は棒で操作されている。 (1回～12回、22回、24回、登場)
ヒネクレ（ヒネクレール）
声：はせさん治
体色はグレー。正確は 多少素直ではない。太い眉毛の持ち主。
左右に動く目、上下に動く太い眉が可動する。少し癖のあるナチュラルではない大阪弁を使う。演者の両手を利用するタイプの、二人で操作する人形。
ノッペラ
声：つかせのりこ
文字通りノッペリしている。体の色は白く、身体は棒状。四角い目が2つ隣接してついているが口はない。(15回から、少し離れた丸い目で回転するギミックに変更)(17回まで登場、20回、23回、26回にも登場)
ゴマスリ（ゴマスリ亭ニッパチ、ニッパチ）
声：滝口順平
頭はドラムセットのハイハットのような形状。体色はライトベージュの地にピンクと水色と薄い黄色の細かな星柄の木地で 全体的にパステルカラー。ゴマスリが得意。口癖は「ゲス」。
口パク、両耳たぶの回転、目の玉を回転させる事で目の表情が変わる 等の可動部分がある。演者の両手を利用するタイプの、二人で操作する人形。
オレオレ (ドヒャマン亭オレオレ)
声：大塚周夫
細身の長身でワニのような大きな口が前方に突き出している二足歩行の恐竜。お腹側がオレンジで背中側が緑色。前歯の二本は金歯で、右側の金歯にはリボンをつけている。
可動する部分は口パクと左右に動く目。両手は棒で操作されている。 (12回まで登場)
バンダ
声：富田耕生
「オレはヨ～、オレはナ～」を繰り返すのが口癖の 鼻の頭がピンク色のパンダ。のんびりした性格。
演者が左手を使って口パク、演者の片手をそのまま人形の片手に利用するタイプの人形。人形の片手はダミーで動かない。 (13回から登場)
クイクイ
声：野沢雅子
体色はピンク。頭と胴体を含めて、パイロンのような体型で、後頭部まで拡がる程の大口。興味のあるものは何でも じっと見つめていたかと思うとパクっと食べてしまう。
目が左右に可動する。演者の手での口パクと、演者の両手をそのまま人形の両手に利用する、二人の演者で操作するタイプの人形。 (13回から登場)
コッペ
声：大山のぶ代
黄色と黒のトラ猫。
演者が口と両手を操るタイプの人形
目が左右に動く。
最終回のみ、後番組「となりの真理ちゃんへの告知の為に登場。
最終回では、名前を紹介していない。
パクロン
声：松島みのり
緑一色のボア生地の身体に、薄いピンクのタラコ唇。
演者が口と両手を操るタイプの人形。
目は円形の透明のパックの中で 黒目が自由に動く仕掛け。
谷啓からは「緑一色」と呼ばれている。
最終回のみ、後番組「となりの真理ちゃんへの告知の為に登場。
最終回では、名前を紹介していない。

## 主題歌
『真理ちゃんとデイト』
- 作詞：阿久悠 / 作曲：小林亜星 / 歌：天地真理と人形たち

第15回から使用

## 当時のエピソード
この番組では天地と人形たちの会話が番組の中心を担っていたが、深夜まで収録が及んでいたため、ニンジンの声を務めた松島みのりから、疲れたときにはよく励まされたという。

## 放送リスト
| 回 | 放送日         | サブタイトル                     | ゲスト                                   |
| -- | -------------- | -------------------------------- | ---------------------------------------- |
| 1  | 1972年 10月5日 | （不明）                         | 小柳ルミ子、布施明                       |
| 2  | 10月12日       | （不明）                         | ザ・ドリフターズ                         |
| 3  | 10月19日       | （不明）                         | いしだあゆみ                             |
| 4  | 10月26日       | （不明）                         | 南沙織                                   |
| 5  | 11月2日        | （不明）                         | トワ・エ・モワ                           |
| 6  | 11月9日        | （不明）                         | 沢田研二                                 |
| 7  | 11月16日       | （不明）                         | 布施明                                   |
| 8  | 11月23日       | （不明）                         | 欧陽菲菲                                 |
| 9  | 11月30日       | （不明）                         | 千葉紘子                                 |
| 10 | 12月7日        | 真理ちゃんの恋人？出現           | 和田アキ子                               |
| 11 | 12月14日       | でしゃばり峠に順が来た           | 井上順                                   |
| 12 | 12月21日       | 生れて初めてのキッス             | ゴールデンハーフ                         |
| 13 | 12月28日       | だけどあなたが一番好き           | 欧陽菲菲、小松政夫                       |
| 14 | 1973年 1月4日  | 花はどこへ行った                 | 沢田研二、麻丘めぐみ                     |
| 15 | 1月11日        | オレはよオ・・・・・ドロボーだ！ | ハナ肇、谷啓、山口いづみ                 |
| 16 | 1月18日        | 知りすぎちゃあダメ！             | 野口五郎、岸部シロー                     |
| 17 | 1月25日        | 真理ちゃんだよ！全員解散！       | ザ・ドリフターズ                         |
| 18 | 2月1日         | 好きで愛してヘンなのよ！         | 植木等                                   |
| 19 | 2月8日         | お二階ですよ！チューですよ！     | 堺正章                                   |
| 20 | 2月15日        | ねェねェ！それどいう意味？       | 谷啓、布施明、アグネス・チャン           |
| 21 | 2月22日        | ミニミニ寅さん只今参上！         | なべおさみ                               |
| 22 | 3月1日         | パリ、パリのパリ野郎             | 岡田眞澄、小川知子                       |
| 23 | 3月8日         | バカな刑事のなにわ節！           | 玉川良一、小山ルミ                       |
| 24 | 3月15日        | リズムでお茶を！                 | 沢田研二、いしだあゆみ、ハナ肇(特別出演) |
| 25 | 3月22日        | イテテッ！注射違反だぞ！         | 萩本欽一                                 |
| 26 | 3月29日        | ねェー引越して来ていい？         | 井上順、谷啓                             |

## 放送局
木曜 19:00 - 19:30
- TBS
- 北海道放送
- 岩手放送[5]
- 東北放送[5]
- 福島テレビ[5]

## 漫画
- 当時「石森プロ」に所属していた細井雄二によって、「小学二年生」（小学館）の1972年12月号から1973年4月号まで連載された。

## CS放送
- CS放送『衛星劇場』の企画「昭和を彩るスターたち〜映画×歌手〜」の一環として、2020年3月20日から毎週月曜の20:30に放送された（再放送は土曜12:30）[6] ただし、第1回、第4回、第18回、第19回、第21回、第25回は未放送。衛星劇場での放送は全20回。 初回放送時の1か月間、天地真理のサイン色紙を抽選でプレゼントする企画が行われた。
- 2023年5月からは『ホームドラマチャンネル』でも放送、こちらも先述の6回分は未放送[7]。